# Hubert Leitgeb
Pour les articles homonymes, voir Leitgeb.
Hubert Leitgeb, né le 31 octobre 1965 à Antholz et mort le 4 février 2012, est un biathlète italien. 

## Biographie
Il fait ses débuts en Coupe du monde en 1985. Il obtient son premier podium en 1991 à Canmore, là où il remporte l'unique victoire individuelle de sa carrière dans l'élite mondiale trois ans plus tard.
Il participe deux fois aux jeux olympiques, à Albertville en 1992 et à Nagano en 1998, se classant respectivement vingt-sixième et trente-quatrième de l'épreuve du sprinttandis qu'aux Saisies, site des jeux de 1992, il obtient la quatrième place avec le relais italien. Il remporte deux titres mondiaux avec l'Italie en épreuve par équipes, à Lahti en 1991 et à Canmore en 1994.
Il se retire de la compétition en 1998. Par la suite, il devient entraîneur avant d'occuper le poste de responsable de la compétition de biathlon aux Mondiaux 2007 à Antholz puis d'être élu au comité technique de l'Union internationale de biathlon.

## Palmarès

### Jeux olympiques
| Épreuve / Édition   | Individuel | Sprint | Relais |
| ------------------- | ---------- | ------ | ------ |
| JO 1992 Albertville | -          | 26e    | 4e     |
| JO 1998 Nagano      | -          | 35e    | -      |

Légende :
- — : pas de participation à l'épreuve.

### Championnats du monde
| Mondiaux \ Épreuve      | individuel     | Sprint         | Poursuite                        | Relais         | Course par équipes   |
| 1989 Lake Placid        | 14e            | -              | Épreuve inexistante à cette date | -              | 4e                   |
| 1990 Minsk / Oslo       | 34e            | -              | Épreuve inexistante à cette date | -              | 9e                   |
| 1991 Lahti              | 27e            | -              | Épreuve inexistante à cette date | 4e             | Médaille d'or, monde |
| 1992 Novossibirsk       | JO Albertville | JO Albertville | Épreuve inexistante à cette date | JO Albertville | 8e                   |
| 1993 Borovets           | -              | -              | Épreuve inexistante à cette date | -              | 8e                   |
| 1994 Canmore            | JO Lillehammer | JO Lillehammer | Épreuve inexistante à cette date | JO Lillehammer | Médaille d'or        |
| 1995 Antholz Anterselva | -              | -              | Épreuve inexistante à cette date | 4e             | -                    |
| 1996 Ruhpolding         | 4e             | -              | Épreuve inexistante à cette date | -              | Médaille de bronze   |
| 1997 Osrblie            | -              | -              | -                                | -              | 10e                  |
| 1998 Hochfilzen         | JO Nagano      | JO Nagano      | -                                | JO Nagano      | 6e                   |

Légende :

 : première place, médaille d'or

 : troisième place, médaille de bronze

 : épreuve inexistante à cette date

— : pas de participation à cette épreuve

### Coupe du monde
- Meilleur classement général : 11e en 1991[2].
- 3 podiums individuels : 1 victoire, 1 deuxième place et 1 troisième place.

#### Détail de sa victoire individuelle
| Saison / Épreuve | Individuel | Sprint | Poursuite | Total |
| 1993-1994        | Canmore    |        |           | 1     |
| Total            | 1          | 0      | 0         | 1     |